# 加拿大皇家學會
加拿大皇家學會（英語：The Royal Society of Canada，簡稱，簡稱）是加拿大的國家學術研究機關。由第四任加拿大總督羅恩侯爵提議成立，並於1883年獲得皇家特許，該學會的任務包括獎勵、指導和推廣學術研究。其中，加拿大皇家學會所負責頒發的獎項為：

| - McNeil Medal - McLaughlin Medal - Henry Marshall Tory Medal - Miroslaw Romanowski Medal - Jason A. Hannah Medal | - Rutherford Memorial Medal-Chemistry - Rutherford Memorial Medal-Physics - Sir John Willian Dawson Medal - Thomas W. Eadie Medal - Willet G. Miller Medal |

加拿大皇家學會現有會士共約三千七百餘人，分散於三所學園：藝術人文學院（Academy of the Arts and Humanities）、社會科學學院（Academy of Social Sciences）和科學學院（Academy of Science）。

## 会长
- 加拿大皇家学会会长列表

## 外部連結
- 加拿大皇家學會（英文）